# Хронична изтощаваща болест
Хронична изтощаваща болест (ХИБ) (на английски: chronic wasting disease или CWD) е заболяване, вид трансмисивна спонгиформна енцефалопатия (ТСЕ) по елените и лосовете. Причинителят е прион. Боледуват различни видове елени и лосове в Стария и Новия свят. Първоначално заболяването е наречено клиничен „изтощителен“ синдром. Регистрирано е през 1967 г. при Черноопашат елен (Odocoileus hemionus) в резерват в северно Колорадо. През 1978 г. е класифицирано като трансмисивна спонгиформна енцефалопатия. Оттогава се е разпространило в дузина щати на САЩ и две провинции на Канада. Среща се и в страни от Европа. Отличава с хронична загуба на тегло, водеща до смърт. Не е известна връзката между ХИБ по елените и лосовете към други животни или хора. Въпреки че в пресата се съобщава за засегнати хора от заболяването, все още няма категорични данни за връзката помежду им.

## Причинител
Агентът, причиняващ ХИБ (подобно и на други видове ТСЕ, като скрейпи и спонгиформна енцефалопатия по говедата) е прион, нарушена форма на нормален протеин, известен като прион протеин (PrP). Най-често се намират в централната нервна система (ЦНС) и е в състояние да се разпространи към периферната нервна система, като по този начин се заразява месото на поразените животни. Прионът протеин инфектира гостоприемника си, чрез насърчаване на превръщането на нормалните клетъчни прион протеини (PrPC) към необичайната прион форма (PrPCWD). Създаването на PrPCWD в мозъка е свързан с неговата невродегенерация. Прионът е устойчив на обикновените дезинфектанти, високи температури, както и на ензимите, които разграждат нормални протеини.

## Епизоотология
Все още има много неясноти относно произхода и начина на предаване на приона причинител на ХИБ. Последните изследвания показват, че те се отделят от болни елени и лосове и се предават, чрез директен контакт от животно на животно. Заразяване става и при паша на замърсена с изпражнения и урина трева. Заразяват се както животни, родени в плен така и родените в дивата природа. Предполага се, че предаването на инфекцията е предимно хоризонтално от животно на животно. Макар че майката също може да го предаде на малкото се смята, че този начин на заразяване е от по-слабо значение. Изследванията са показали, че заболяването може да се предаде и чрез слюнката. Начинте на изкуствено подхранване на дивеча, при които се повишава концентрацията на еленовите стада увеличават риска от заразяване. Съществуват данни за висока устойчивост на приона в околната среда. Настанявани са здрави животни, които преди това не за имали контакт с болни животни в помещения, в които преди няколко години са живеели болни от това заболяване. По-късно тези животни заболели.
От ХИБ се заразяват и боледуват различни видове елени и лосове. Други видове преживни животни, включително и диви преживни животни и домашни говеда, овце и кози, имали контакт с болни животни не са боледували от това заболяване. Въпреки това се все още се провеждат изследвания за проучване на възможността за предаване на ХИБ към други видове.

## Клинични признаци
Инкубационния период продължава обикновено 18 – 24 месеца, но е възможно да е и по-дълъг. Заболяването има хроничен характер и състоянието на засегнатите животни обикновено се влошава за период от 12 месеца. Повечето случаи на ХИБ възникнат при възрастни животни. Болестта е прогресивна и завършва винаги фатално. Най-характерните клинични признаци на заболяването са продължителната загуба на тегло и обезвозняване (дехидратация). В повечето случаи се появяват и промени в поведението изразяващи се в намаляване на контактите с другите животни от стадото, загуба на страха от хората, отпадналост, намаляване на апетита, празно изражение на лицето, клепнали уши. Признаци на пневмония. При лосовете поведенческите промени включват също свръхраздразнителност и нервност. Засегнатите животни продължават да се хранят със зърно, но в същия момент показват намален интерес към сено. Проявява се и прекалено слюноотделяне, затруднено преглъщане и скърцане със зъби. Елените демонстрират и повишена жажда и уриниране.

## Диагноза
Въпреки наличието на клинични признаци те са нехарактерни и се срещат при редица други заболявания. Окончателната диагноза се основава на данни от аутопсията и лабораторно тестване на мозъчен ствол. Най-характерна е аспирационната пневмония, която може да бъде и действителната причина за смъртта. При микроскопски анализ, пораженията от ХИБ в централната нервна система, наподобяват тези на други ТСЕ. Освен това в диагностиката на ХИБ учените използват метод, наречен имунохистохимичен анализ за тестване на мозъчната тъкан за наличие на анормални прион протеини.

## Лечение и профилактика
Заболяването не се лекува. Всички болни животни бавно отслабват и накрая умират.
Поради бавния ход на забляването механизмите на предаването му все още не са достатъчно проучени. Не съществува и ваксина, която да се използва с превантивна цел. Единственото нещо, което може да се направи е да се ограничи контакта на животни с клинични признаци със здрави животни. Болните трябва да се евтаназират, а труповете да се обезвреждат, чрез загробване или унищожаване в екарисаж. Месо от тях не трябва да се консумира. Също така трябва да се ограничи придвижването на елени и лосове от заразени резервати и ловни дивечови стопанства към здрави такива.
Не съществуват данни за предаване на заболяването на хора. Въпреки това изследванията са все още недостатъчни и е необходимо да се предприема максимална защита на населението. Трябва да се използват предпазни средства при обработка на трупове от възприемчивите към заболяването животни. Задължително се взима проба от мозъчен ствол от отстреляно или умряло животно. Месото от животни с доказано заболяване не трябва да се консумира, а да се обезврежда по начин непозволяващ предаване на заболяването.